# Neivamyrmex adnepos
Neivamyrmex adnepos es una especie de hormiga guerrera del género Neivamyrmex, subfamilia Dorylinae. Esta especie fue descrita científicamente por Wheeler en 1922.
No se conocen los machos de esta especie.